# Abdenour Amachaibou
Abdenour Amachaibou (Düren, 1987. január 22. –) német-marokkói labdarúgó, a Teutonia Watzenborn-Steinberg középpályása, de csatárként is bevethető.